# Jacques Viger
Jacques Viger, né le 7 mai 1787 et décédé le 12 décembre 1858 à Montréal, est le premier maire de Montréal. Il est aussi antiquaire, archéologue, journaliste, auteur, officier de milice, fonctionnaire, propriétaire foncier et collectionneur.

## Biographie
Jacques Viger fait ses études classiques au Collège Saint-Raphaël (à Montréal), dans l'ancien château Vaudreuil, à compter de 1799. Par la suite, il part pour Québec où il sera  brièvement rédacteur au journal Le Canadien à la fin 1808 jusqu'au mois de mai 1809. C’est à ce moment qu’il débute la rédaction de son ouvrage Ma saberdache, dans lequel il consigne ses observations, des documents et de la correspondance d’importance historique. Il retourne à Montréal et s’enrôle rapidement dans la milice pour défendre le Canada durant la guerre de 1812. Cette expérience le marquera et, toute sa vie, il s’intéressera aux affaires militaires. 

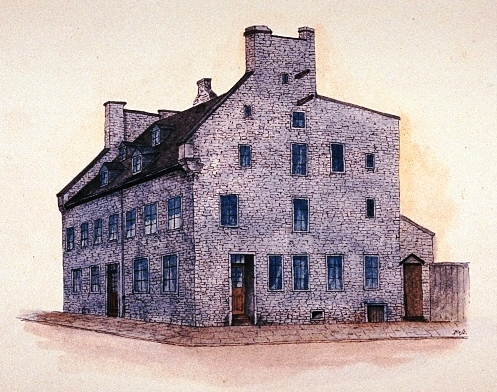
Résidence de Jacques Viger, angle des rues Notre-Dame et Saint-Pierre

En 1813, Jacques Viger entame sa carrière de fonctionnaire dans l’administration municipale à titre d’inspecteur de la voirie (grands chemins, rues, ruelles et ponts). Il garde ce poste, parallèlement à ses autres activités, jusqu’en 1840. En 1825, il est chargé d’effectuer le recensement de la métropole, tâche qu’il réalise avec une minutie sans égale. Il participe au découpage électoral en 1828. En 1826, avec Ludger Duvernay et Auguste-Norbert Morin, il fonde le journal La Minerve. 
C’est probablement grâce à ces mesures, de même qu’à la notoriété qu’il a acquise au fil des ans, que Viger doit son élection à la mairie le 3 juin 1833. Outre les travaux de drainage qu’il commande pour assainir les faubourgs et lutter contre le choléra, son passage à la mairie n’est guère marqué par des réalisations majeures.  Il restera à la mairie jusqu'en 1836, date où la ville est mise en tutelle par le gouvernement jusqu'en 1840.
Homme d’une grande érudition, il est aussi reconnu pour ses nombreux écrits et sa contribution à plusieurs sociétés savantes. Féru notamment de géographie et d’histoire, il participe à la fondation de la Société Saint-Jean-Baptiste de Montréal en 1843 et de la Société historique de Montréal en 1858 qu’il présidera toutes deux. Avec sa bibliothèque de 1 200 ouvrages, Jacques Viger est sans conteste un grand connaisseur du Montréal de son époque.

## Collection
Le fonds d'archives de la Famille Viger est conservé au centre d'archives de Montréal de Bibliothèque et Archives nationales du Québec. On y retrouve notamment Souvenirs canadiens dit Album Viger, acquis par la ville en 1943 auprès de son héritier Raphaël Bellemare. Ce document de 300 pages constituées entre 1813 et 1856 porte sur l'histoire naturelle, les paysages, les portraits, les scènes de genre, la numismatique, l'héraldique et la sigillographie. Il offre un témoignage éloquent de la multiplicité des champs d'intérêt de Viger.
Des documents historiques lui ayant appartenu sont également conservés au Musée de l'Amérique francophone à Québec, dans le fonds Viger-Verreau. Ces documents portent sur l'histoire du Canada de 1612 à la fin du XIXe siècle. On y retrouve notamment les 43 volumes de son ouvrage Ma saberdache, constitué entre 1839 et 1853, ainsi que des comptes, des journaux de voyage, de la correspondance, des notes de recherche, des photographies et des plans imprimés. Le Panorama de Montréal regroupe quant à lui 32 aquarelles et dessins originaux réalisés entre 1826 et 1828.
L'ensemble de la collection reflète la société montréalaise de l'époque de Jacques Viger.

## Honneurs

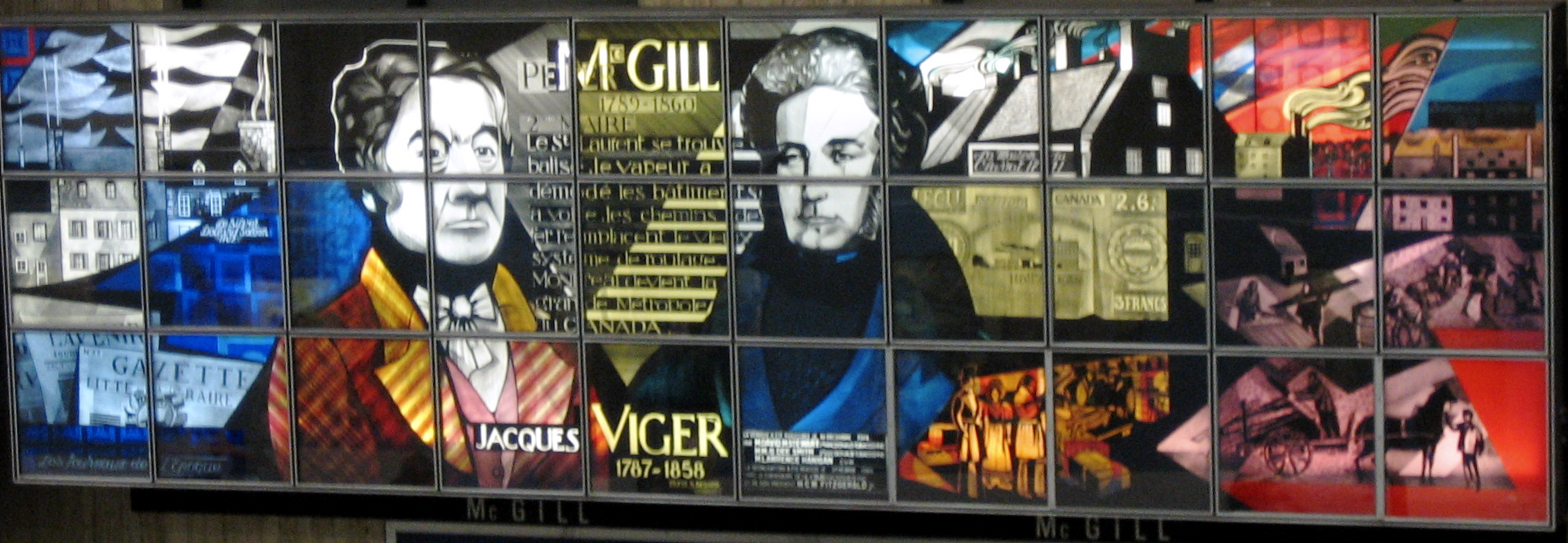
Vitrail de la station McGill

- L'avenue Viger (à Montréal) a été nommée à son honneur.
- Il est dépeint sur le vitrail dans la station McGill du métro de Montréal aux côtés de Peter McGill.
- Parc Jacques-Viger dans le quartier Saint-Henri de l'arrondissement Le Sud-Ouest de Montréal
- Square Viger, un parc urbain de Montréal